# Железничарско първенство по футбол 1943
Турнирът  се провежда на преки елиминации. На победителя се връчва Купата „Железничар“, подарена от министъра на железниците, пощите и телеграфите.
Финалната среща е проведена на 24 октомври 1943 г. на минното игрище в Перник пред рекордните 10 000 зрители. Организацията за провеждането на финала е поверена на Васил Радославов – бивш министър на железниците, пощите и телеграфите и тогавашен главен директор на Мини „Перник“. Купата „Железничар“ е връчена на отбора победител от тогавашния генерален директор на БДЖ инж. Георги Филипов.

## Участници
Право на участие в турнира имат всички желаещи железничарски спортни клубове (ЖСК) в България. В турнира участват 11 клуба:
- ЖСК (София)
- ЖСК (Пловдив)
- ЖСК (Скопие)
- ЖСК (Русе)
- ЖСК (Бургас)
- ЖСК (Стара Загора)
- ЖСК (Плевен)
- ЖСК (Горна Оряховица)
- ЖСК (Дряново)
- ЖСК (Перник)
- ЖСК (Дупница)

## 1 кръг[1]
| ЖСК (Перник) | ЖСК (Дупница)      | 4:3 |
| ЖСК (Бургас) | ЖСК (Стара Загора) | 3:0 |
| ЖСК (Русе)   | ЖСК (Дряново)      | 3:0 |

ЖСК (София), ЖСК (Пловдив), ЖСК (Скопие), ЖСК (Плевен) и ЖСК (Горна Оряховица) се класират направо за четвъртфиналите.

## 2 кръг – 1/4 финали[2]
19 септември 1943 г., неделя:
| ЖСК (София)   | ЖСК (Скопие)          | 2:2 |
| ЖСК (Пловдив) | ЖСК (Бургас)          | 3:2 |
| ЖСК (Плевен)  | ЖСК (Перник)          | 0:1 |
| ЖСК (Русе)    | ЖСК (Горна Оряховица) | 4:2 |

20 септември 1943 г., понеделник:
| ЖСК (София) | ЖСК (Скопие) | 4:0 [преиграване] |

## 3 кръг – 1/2 финали[3]
26 септември 1943 г., неделя:
| ЖСК (Русе)   | ЖСК (София)   | 0:1 |
| ЖСК (Перник) | ЖСК (Пловдив) | 3:2 |

## Финал
| 24 октомври 1943 г., неделя, Минно игрище, Перник, 10 000 зрители: |     |             |
| ЖСК (Перник)                                                       | 1:3 | ЖСК (София) |

Голмайстори:
- 0:1 Вучко Йорданов (1'), 0:2 Асен Милушев (25'), 1:2 Янчев (2-ро полувреме), 1:3 Вучко Йорданов (2-ро полувреме).[4]

Съдия: Тодор Атанасов (София).
Помощник-съдии: Никола Гелев (София) и Коци Траянов (София)
ЖСК (Перник): Николов, Чолаков, Андонов, Савов, Бончев, Младенов, Данчев, Лозанов, Спавов, Янчев, Петров.
ЖСК (София): Каменов, Ангелов, Орманджиев, Атанасов, Недялков, Бъчваров, Йорданов, Милев, Тодоров, Хранов, Милушев.